# 豊国酒造 (古殿町)
豊國酒造合資会社（とよくにしゅぞう）は、福島県石川郡古殿町にある日本酒蔵元である。九代目 矢内賢征は、蔵元と杜氏の両方を兼ねる「蔵元杜氏」である。

## 概要
- 1841年 創業。
- 2011年 九代目の矢内賢征が銘柄「一歩己」（いぶき）を誕生させる。
- 2022年 大正時代の蔵をキッチン付き交流施設に改装[1]。

## 銘柄
- 東豊国（あずまとよくに）：全国新酒鑑評会において9年連続で金賞を受賞。
- 一歩己